# Germain Ngoyo Moussavou
Pour les articles homonymes, voir Moussavou.
Germain Ngoyo Moussavou est un homme politique gabonais né en 1957 à Port-Gentil (province de l'Ogooué-Maritime).

## Biographie
Après des études de journalisme au Sénégal, en France, et au Canada, il travaille au quotidien national gabonais L’Union. Il devient directeur du journal.
Il occupe ensuite plusieurs postes de haute responsabilité dans l'administration présidentielle, notamment Haut Commissaire à la Présidence, conseiller du président, haut-représentant du chef de l'État, directeur de cabinet adjoint du président Omar Bongo. En 2003, il est nommé ministre délégué aux Travaux publics, de l'Équipement et de la Construction. Il quitte le gouvernement le 28 décembre 2007. Il élu sénateur de Tchibanga dans la Nyanga et préside le groupe parlementaire PDG (Parti démocratique gabonais) du Sénat. Il fait partie des proches d'Ali Bongo.
Il est ambassadeur du Gabon en France entre 2011 et 2017.